# Vladimír Holan
Pour les articles homonymes, voir Holan.
Vladimír Holan, né le 16 septembre 1905 à Prague et mort le 31 mars 1980 dans la même ville, est un poète tchécoslovaque.

## Œuvres
- Blouznivý vějíř', 1926
- Triumf smrti, 1930
- Vanutí, 1932
- Oblouk, 1934
- Kameni, přicházíš…, 1937
- Triumf smrti, 1930, 1936, 1948
- Září', 1938, aussi appelé Září 1938
- Havraním brkem, 1938, 1946
- Noc z Iliady
- Španělským dělníkům
- Sen, 1939
- Odpověď Francii
- Záhřmotí, 1940
- První testament, 1940
- Zpěv tříkrálový
- Návrat Máchův
- Lemuria
- Chór
- Cestou, 1962
- Prostě, 1954)
- Tři, 1957
- Dík Sovětskému svazu, 1945
- Panychida, 1945
- Tobě, 1947
- Rudoarmějci, 1947
- Dokument, 1949
- Mozartiana, 1963
- Strach
- Noc s Hamletem, 1964, écrit entre 1949 et 1956
- Noc s Ofélií, 1970
- Bez názvu, 1962
- Příběhy, 1963
- Bolest, 1965
- Na sotnách, 1967
- Asklépiovi kohouta, 1970
- Předposlední, 1982
- Sbohem?, 1982

### Traductions publiées en français
- Mozartiana (Mozartiana, 1963), traduit du tchèque par Yves Bergeret et Jiří Pelan, Éditions Fata Morgana, 1991 (bilingue).
- Toscane (Toskána, 1963), traduit du tchèque par Yves Bergeret et Jiří Pelan, Atelier La Feugraie, 2001.
- Une nuit avec Hamlet (Noc s Hamletem, 1964), traduit du tchèque par Dominique Grandmont, préface de Louis Aragon, Éditions Gallimard, « Du monde entier », 1968.
- Douleur (Bolest, 1965), traduit du tchèque et préfacé par Dominique Grandmont, bibliographie par Angelo Maria Ripellino, Éditions P. J. Oswald, 1967 — réédition avec une préface de Nicolas Bouvier, [Genève], Éditions Metropolis, 1994.
- À tue-silence (Na celé ticho, 1977), traduit du tchèque par Patrik Ourednik, Revue K, 1990.
- L'Abîme de l'abîme (Propast propasti, 1982), traduit du tchèque par Patrik Ourednik, Éditions Plein Chant, 1991 (bilingue).
- Pénultième (extrait du recueil Předposlední, 1968-1971 ; 1982), choix et traductions du tchèque d'Erika Abrams, présentation d’André Velter, Éditions de la Différence, « Orphée », 1990.
- Histoires, choix de poèmes, traduit du tchèque et présenté par Dominique Grandmont, Éditions Gallimard, « Du monde entier », 1977.
- Une nuit avec Hamlet et autres poèmes (1932-1970), traduit du tchèque et présenté par Dominique Grandmont, préface de Louis Aragon, Éditions Gallimard, « Poésie/Gallimard », 2000.
- À l’article, traduit du tchèque par Xavier Galmiche, Éditions Fissile, 2015
- Le Retour (Návrat, 1948), traduit du tchèque par Jean-Gaspard Páleníček, Angle Mort Editions, 2023.